# Hadihalli, Chikmagalur
Hadihalli là một làng thuộc tehsil Chikmagalur, huyện Chikmagalur, bang Karnataka, Ấn Độ.